# میولنبرگ پارک (پنسیلوانیا)
میولنبرگ پارک (به انگلیسی: Muhlenberg Park) یک منطقهٔ مسکونی در ایالات متحده آمریکا است که در شهرستان برکس، پنسیلوانیا واقع شده‌است. میولنبرگ پارک ۱٬۴۲۰ نفر جمعیت دارد.